# كينسلي سكوت بينجهام
كينسلي سكوت بينجهام (بالإنجليزية: Kinsley S. Bingham) (16 ديسمبر 1808  –  5 أكتوبر 1861) كان ممثلاً للولايات المتحدة وسناتورًا أمريكيًا والحاكم الحادي عشر لولاية ميشيغان .

## النشأة في نيويورك
ولد بينغهام لعائلة المزارع كالفين وبيتسي (سكوت) بينغهام في كاميلوس ، نيويورك في مقاطعة أونونداغا. التحق بالمدارس العامة ودرس القانون في سيراكيوز. في عام 1833، أثناء تواجده في نيويورك، تزوج من مارجريت وأردن والتي كانت قد انتقلت مؤخرًا مع شقيقها روبرت وأردن وعائلته من اسكتلندا.

## الحياة والسياسة في ميشيغان
انتقل بينغهام مع زوجته، في عام 1833 إلى بلدة جرين أوك بولاية ميشيغان حيث تم قبوله في نقابة المحامين ‏ وبدأت ممارسة المحاماة الخاصة. في عام 1834، وُلد طفله الوحيد من مارجريت، كينسلي دبليو بينغهام (1838-1908) وتوفيت زوجته بعد أربعة أيام. شارك في المبادرات الزراعية وشغل عددًا من المكاتب المحلية بما في ذلك قاضي صلح ‏ ، ومدير مكتب البريد ، والقاضي الأول في محكمة التحقيق ‏ في مقاطعة ليفينغستون .
أصبح بينغهام عضوًا في مجلس النواب بولاية ميشيغان في عام 1837، وتم إعادة انتخابه أربع مرات وشغل منصب رئيس المجلس ‏ في 1838-1839، و 1842.  في عام 1839، تزوج بينغهام من ماري وأردن، الشقيقة الصغرى لزوجته الأولى، وفي عام 1840 وُلد طفلهما الوحيد جيمس و. بينغهام (1840-1862).
في عام 1846 ، تم انتخابه ممثلاً ديمقراطياً لمقاطعة الكونغرس الثالثة في ميشيغان ‏ إلى المؤتمرين الثلاثين ‏ الكونغرس الأمريكي الـ31 ‏، خدم من 4 مارس 1847 إلى 4 مارس 1851 وكان رئيس لجنة النفقات في وزارة الخارجية في الكونغرس الحادي والثلاثين. كان له دور أساسي في الحصول على موافقة لبناء منارة بيفر آيلاند هيد في الطرف الجنوبي جزيرة بيفر في بحيرة ميشيغان . عارض بشدة توسيع العبودية وكان أحد أقلية الديمقراطيين الذين أيدوا حكم ويلموت بروفيسو. لم يكن بينغهام مرشحًا لإعادة انتخابه في عام 1850 واستأنف مشاريعه الزراعية. كان ينتمي لحزب التربة الحرة واصبح لاحق جمهوري .

## الحاكم وعضو مجلس الشيوخ
في عام 1854، تم انتخاب بينغهام كأول حاكم ‏ جمهوري حاكم ميشيغان ‏  وأُعيد انتخابه عام 1856؛ كان من أوائل الجمهوريين الذين تم انتخابهم حاكمًا لأي ولاية. كان يعرف باسم حاكم ولاية ميشيغان وكان له دور فعال في إنشاء كلية الزراعة في ولاية ميشيغان (اليوم، جامعة ولاية ميشيغان ) وغيرها من المؤسسات التعليمية مثل مدرسة إصلاح الدولة. خلال السنوات الأربع التي قضاها في منصبه، تمت الموافقة على قانون الحرية الشخصية، وتمت الموافقة على تشريع ينظم صناعة الأخشاب، وتم إنشاء العديد من المقاطعات والقرى الجديدة. كما كان مندوب من ميشيغان إلى المؤتمر الوطني الجمهوري في عام 1856 والذي رشح جون سي. فريمونت كرئيس الولايات المتحدة ، لكنه خسر أمام الديمقراطي جيمس بوكانان.
انتخب بينغهام جمهوريًا في مجلس شيوخ الولايات المتحدة في عام 1858 وخدم في المؤتمرين الكونغرس الأمريكي الـ36 ‏ و الكونغرس الأمريكي الـ37 ‏ من 4 مارس 1859 حتى وفاته في 5 أكتوبر 1861. وكان رئيس لجنة الفواتير المسجلة في المؤتمر السابع والثلاثين. قام بحملة نشطة لانتخاب الرئيس الأمريكي أبراهام لنكولن في عام 1860.

## الموت والإرث
توفي في غرين أوك أثناء وجوده في المكتب ودفن بداية في مقبرة عائلية خاصة في مقاطعة ليفينغستون . وقد أعيد نقل رفاته إلى مقبرة القرية القديمة في برايتون ، ميشيغان .
هناك ثلاث بلدات باسمه في ميشيغان:
- بلدة بينغهام، مقاطعة كلينتون، ميشيغان
- بلدة بينغهام، مقاطعة هورون، ميشيغان
- بلدة بينغهام، مقاطعة ليلاناو، ميشيغان

## النصب التذكارية
لوحة بينغهام المعلقة الآن في ولاية ميشيغان - كابيتول.  
|  |  |

## روابط خارجية
- كينسلي سكوت بينجهام at the Biographical Directory of the United States Congress
- Political Graveyard
- Memorial Library
- National Governors Association

| مجلس النواب الأمريكي   | مجلس النواب الأمريكي                                                | مجلس النواب الأمريكي |
| ---------------------- | ------------------------------------------------------------------- | -------------------- |
| سبقهجيمس ب. هنت        | ممثل الولايات المتحدة لمقاطعة الكونغرس الثالثة في ميشيغان 1847-1851 | لحقهجيمس ل. كونجر    |
| المكاتب السياسية       |                                                                     |                      |
| سبقه أندرو بارسونز     | حاكم ميشيغان ‏ 1855-1859                                             | لحقهموسى ويسنر       |
| مجلس الشيوخ الأمريكي   |                                                                     |                      |
| سبقهتشارلز إي. ستيوارت | سناتور أمريكي (فئة 2) من ميشيغان 1859-1861 خدم مع زكريا تشاندلر     | لحقهجاكوب إم. هوارد  |